# Wybory prezydenckie w Grecji w 2010 roku
Wybory prezydenckie w Grecji w 2010 roku odbyły się 3 lutego 2010 r. Urzędujący prezydent Karolos Papulias został wybrany przez parlament na drugą kadencję prezydencką. 

## Organizacja wyborów
Prezydent Grecji wybierany jest przez parlament w co najwyżej trzech turach większością kwalifikowaną co najmniej 2/3 głosów (w I i II turze) lub 3/5 głosów (w III turze). Kadencja urzędującego prezydenta Karolosa Papuliasa zakończy się 12 marca 2010. Zgodnie z konstytucją wybory prezydenckie musiały być zarządzone na dzień przypadający co najmniej na miesiąc przed tą datą. 27 stycznia 2010 przewodniczący parlamentu ogłosił zwołanie specjalnej sesji parlamentu dla przeprowadzenia głosowania w sprawie wyboru prezydenta na dzień 3 lutego 2010. 
Tego samego dnia (27 stycznia 2010) dwie największe partie w kraju – rządzący PASOK oraz opozycyjna Nowa Demokracja – zapowiedziały poparcie kandydatury urzędującego prezydenta. Prezydent Papulias już w październiku 2009 ogłosił zamiar ubiegania się o reelekcję, co i wówczas spotkało się z przychylnym odzewem tych dwóch partii. Oba ugrupowania dysponują w parlamencie wystarczającą liczbą głosów do wyboru głowy państwa.

## Wyniki
Głosowanie w sprawie wyboru prezydenta odbyło się w parlamencie 3 lutego 2010. Kandydaturę Papuliasa, która była jedyną zgłoszoną do głosowania, poparło 266 spośród 298 obecnych na sali deputowanych. Poparcia udzieliły jej zgodnie z zapowiedziami rządzący PASOK oraz główna partia opozycji - Nowa Demokracji, a także mniejsze opozycyjne Ludowe Zgromadzenie Prawosławne (LAOS). Parlamentarzyści pozostałych dwóch partii opozycyjnych, Komunistycznej Partii Grecji oraz Radykalnej Lewicy (SYRΙΖΑ), byli obecni podczas głosowania, wstrzymując się od głosu. Prezydent Papulias zostanie uroczyście zaprzysiężony na druga kadencję 12 marca 2010.